# Rajd Rzeszowski 2018
27. Rajd Rzeszowski – 27. edycja Rajdu Rzeszowskiego. To rajd samochodowy, który był rozgrywany od 9 sierpnia do 11 sierpnia 2018 roku. Bazą rajdu było miasto Rzeszów. Była to piąta runda rajdowych samochodowych mistrzostw Polski w roku 2018, a także siódmą rundą  Mistrzostw FIA Strefy Europy Centralnej  (FIA CEZ), czwartą rundą Rajdowego Pucharu Europy (FIA ERT) i szóstą rundą Historycznych Rajdowych Samochodowych Mistrzostw Polski. W sezonie 2018 w RSMP był to rajd pierwszej kategorii (tzw. dwuetapowy), gdzie punktacja była następująca od 25 punktów za zwycięstwo mnożone razy dwa i oddzielne punkty za odcinek Power Stage.
Rajd wygrał Rosjanin Nikołaj Griazin, który wygrał osiem odcinków specjalnych, nie będąc zagrożony od startu do mety. Drugie miejsce zajął Grzegorz Grzyb, dla którego była to dziewiąta wygrana w RSMP i trzydziesta wizyta na podium. Trzecie miejsce zajął lider RSMP Jakub Brzeziński dla którego był to dziesiąte podium w mistrzostwach Polski. Rajdu nie ukończyli Łukasz Habaj (drugi do 2 OS-u), któremu samochód odmówił posłuszeństwa oraz  Tomasz Kasperczyk, który do szóstego odcina specjalnego zajmował trzecie miejsce  w klasyfikacji generalnej rajdu.

## Lista zgłoszeń[3]
Poniższa lista spośród 43 zgłoszonych zawodników obejmuje tylko zawodników startujących w najwyższej klasie 2 samochodami grupy R5 i wybranych zawodników startujących w klasie Open N.
| Nr. | Zespół                         | Kierowca            | Pilot                 | Samochód               | Klasa  |
| --- | ------------------------------ | ------------------- | --------------------- | ---------------------- | ------ |
| 1   | Simone Tempestini              | Simone Tempestini   | Sergiu Itu            | Abarth 124 Rally RGT   | 2      |
| 2   | Rufa Sport                     | Grzegorz Grzyb      | Bogusław Browiński    | Škoda Fabia R5         | 2      |
| 3   | Sports Racing Technologies     | Nikołaj Griazin     | Jarosław Fiedorow     | Škoda Fabia R5         | 2      |
| 4   | Rallytechnology                | Łukasz Habaj        | Daniel Dymurski       | Ford Fiesta R5         | 2      |
| 5   | ACCR Czech Team                | Ondřej Bisaha       |                       | Ford Fiesta R5         | 2      |
| 6   | Go+Cars Atlas Ward             | Jakub Brzeziński    | Kamil Kozdroń         | Škoda Fabia R5         | 2      |
| 7   | Tiger Energy Drink Rallye Team | Tomasz Kasperczyk   | Damian Syty           | Ford Fiesta R5         | 2      |
| 8   | Škoda Polska Motorsport        | Mikołaj Marczyk     | Szymon Gospodarczyk   | Škoda Fabia R5         | 2      |
| 9   | Rallytechnology                | Zbigniew Gabryś     | Artur Natkaniec       | Ford Fiesta R5         | 2      |
| 10  | Łukasz Byśkiniewicz            | Łukasz Byśkiniewicz | Maciej Wisławski      | Hyundai i20 R5         | 2      |
| 11  | Rallytechnology                | Dariusz Poloński    | Łukasz Sitek          | Ford Fiesta R5         | 2      |
| 12  | Jarosław Kołtun                | Jarosław Kołtun     | Ireneusz Pleskot      | Ford Fiesta R5         | 2      |
| 14  | Sławomir Kurdyś                | Sławomir Kurdyś     | Michał Kasina         | Subaru Impreza STi N10 | Open N |
| 20  | Subaru Poland Rally Team       | Wojciech Chuchała   | Sebastian Rozwadowski | Subaru Impreza WRX STI | Open N |
| 21  | Subaru Poland Rally Team       | Marcin Słobodzian   | Grzegorz Dachowski    | Subaru Impreza WRX STI | Open N |
| 23  | Damian Łata                    | Damian Łata         | Micha Majewski        | Ford Fiesta Proto      | Open N |

## Zwycięzcy odcinków specjalnych[4]
| Dzień       | Numer odcinka | Nazwa odcinka | Długość          | Zwycięzca odcinka | Samochód       | Czas            | Lider rajdu |
| ----------- | ------------- | ------------- | ---------------- | ----------------- | -------------- | --------------- | ----------- |
| 9 sierpnia  | Od. testowy   | Niechobrz     | 3,37 km          | Jakub Brzeziński  | Škoda Fabia R5 | 02:01.6         |             |
| 10 sierpnia |               |               |                  |                   |                |                 |             |
| OS1         | Blizianka 1   | 17,45 km      | Nikołaj Griazin  | Škoda Fabia R5    | 8:52.2         | Nikołaj Griazin |             |
| OS2         | Lubenia 1     | 22,47 km      | Nikołaj Griazin  | Škoda Fabia R5    | 12:35.6        | Nikołaj Griazin |             |
| OS3         | Blizianka 2   | 17,45 km      | Nikołaj Griazin  | Škoda Fabia R5    | 8:45.1         | Nikołaj Griazin |             |
| OS4         | Lubenia 2     | 22,47 km      | Nikołaj Griazin  | Škoda Fabia R5    | 12:26.8        | Nikołaj Griazin |             |
| OS5         | Rzeszów       | 4,00 km       | Mikołaj Marczyk  | Škoda Fabia R5    | 2:40.4         | Nikołaj Griazin |             |
| 11 sierpnia |               |               |                  |                   |                | Nikołaj Griazin |             |
| OS6         | Pstrągowa 1   | 26,00 km      | Nikołaj Griazin  | Škoda Fabia R5    | 14:30.4        | Nikołaj Griazin |             |
| OS7         | Brzeziny 1    | 8,62 km       | Nikołaj Griazin  | Škoda Fabia R5    | 4:48.7         | Nikołaj Griazin |             |
| OS8         | Zagorzyce 1   | 12,12 km      | Nikołaj Griazin  | Škoda Fabia R5    | 7:09.2         | Nikołaj Griazin |             |
| OS9         | Pstrągowa 2   | 26,00 km      | Jakub Brzeziński | Škoda Fabia R5    | 14:10.1        | Nikołaj Griazin |             |
| OS10        | Brzeziny 2    | 8,62 km       | Jakub Brzeziński | Škoda Fabia R5    | 4:57.7         | Nikołaj Griazin |             |
| OS11        | Zagorzyce 2   | 12,12 km      | Nikołaj Griazin  | Škoda Fabia R5    | 7:18.6         | Nikołaj Griazin |             |

### Power Stage – OS11[5]
| Miejsce | Kierowca          | Pilot                 | Samochód                    | Czas/strata | Punkty |
| ------- | ----------------- | --------------------- | --------------------------- | ----------- | ------ |
| 1       | Jakub Brzeziński  | Kamil Kozdroń         | Škoda Fabia R5              | 7:23.3      | 5      |
| 2       | Grzegorz Grzyb    | Robert Hundla         | Škoda Fabia R5              | +5.5        | 4      |
| 3       | Dariusz Poloński  | Łukasz Sitek          | Ford Fiesta R5              | +17.4       | 3      |
| 4       | Łukasz Kotarba    | Tomasz Kotarba        | Mitsubishi Lancer Evo IX R4 | +24.0       | 2      |
| 5       | Wojciech Chuchała | Sebastian Rozwadowski | Subaru Impreza STi N15      | +24.7       | 1      |

## Wyniki końcowe rajdu[6]
W klasyfikacji generalnej dodatkowe punkty przyznawane są za odcinek Power Stage.
| Miejsce | Kierowca            | Pilot                 | Samochód                 | Czas      | Strata   | Grupa Klasa | Punkty |
| ------- | ------------------- | --------------------- | ------------------------ | --------- | -------- | ----------- | ------ |
| 1       | Nikołaj Griazin     | Jarosław Fiedorow     | Škoda Fabia R5           | 1:38:25.5 | –        | RC2         | *      |
| 2       | Grzegorz Grzyb      | Robert Hundla         | Škoda Fabia R5           | 1:39:54.4 | +1:28.9  | RC2 2 R5    | 50+4   |
| 3       | Jakub Brzeziński    | Kamil Kozdroń         | Škoda Fabia R5           | 1:41:56.5 | +3:31.0  | RC2 2 R5    | 36+5   |
| 4       | Dariusz Poloński    | Łukasz Sitek          | Ford Fiesta R5           | 1:42:07.3 | +3:41.8  | RC2 2 R5    | 30+3   |
| 5       | Mikołaj Marczyk     | Szymon Gospodarczyk   | Škoda Fabia R5           | 1:43:01.2 | +4:35.7  | RC2 2 R5    | 24     |
| 6       | Wojciech Chuchała   | Sebastian Rozwadowski | Subaru Impreza STi N15   | 1:43:52.2 | +5:26.7  | Open N      | 20+1   |
| 7       | Zbigniew Gabryś     | Artur Natkaniec       | Ford Fiesta R5           | 1:45:06.3 | +6:40.8  | RC2 2 R5    | 16     |
| 8       | Marcin Słobodzian   | Grzegorz Dachowski    | Subaru Impreza STi N15   | 1:45:20.6 | +6:55.1  | Open N      | 12     |
| 9       | Łukasz Byśkiniewicz | Maciej Wisławski      | Hyundai i20 R5           | 1:45:25.8 | +7:00.3  | RC2 2 R5    | 8      |
| 10      | Łukasz Kotarba      | Tomasz Kotarba        | Mitsubishi Lancer Evo IX | 1:46:50.7 | +8:25.2  | Open N      | 4+2    |
| 11      | Kacper Wróblewski   | Jacek Spentany        | Peugeot 208 R2           | 1:49:49.5 | +11:24.0 | 4           | 2      |

1. ↑  Nieliczony w klasyfikacji RSMP

## Wyniki po 5 rundach
Kierowcy
|   | Msc. | Kierowca          | Punkty |
| - | ---- | ----------------- | ------ |
|   | 1    | Jakub Brzeziński  | 146    |
| 1 | 2    | Grzegorz Grzyb    | 104    |
| 1 | 3    | Mikołaj Marczyk   | 66     |
| 4 | 4    | Dariusz Poloński  | 60     |
| 3 | 5    | Tomasz Kasperczyk | 57     |